# William Clark (sportiv)
William Clark (n. martie 1842, Cincinnati, Ohio, SUA – d. 20 octombrie 1913, Knoxville, Tennessee, SUA) a fost un arcaș ce a reprezentat Statele Unite ale Americii, medaliat olimpic. A participat la o ediție a Jocurilor Olimpice (1904) în care a câștigat o medalie de argint.

## Participări
Lista de mai jos prezintă principalele competiții la care a participat William Clark de-a lungul carierei.
- archery at the 1904 Summer Olympics – men's team round[*]